# Claude Saurel
Claude Saurel (Béziers, Francia; 17 de abril de 1948 – Mèze, Francia; 7 de abril de 2025) fue un jugador y entrenador de rugby de Francia que jugó en la posición de ala.

## Carrera

### Jugador
Jugó toda su carrera con el AS Béziers Hérault de 1968 a 1979, equipo con el que fue campeón nacional en seis ocasiones y ganó tres copas.

### Entrenador
| Periodo   | Club               |
| --------- | ------------------ |
| 1980-1983 | AS Béziers Hérault |
| 1992-1995 | RC Mèze            |
| 1996      | Marruecos          |
| 1997-2003 | Georgia            |
| 2005-2006 | African Leopards   |
| 2007-2008 | Rusia              |
| 2009-2010 | Túnez              |
| 2012      | AS Béziers Hérault |

## Logros

### Jugador
- Top 14 (6): 1971, 1972, 1974, 1975, 1977, 1978
- Desafío Yves du Manoir (2): 1972, 1975, 1977

### Entrenador
- Top 14 (3): 1980, 1981, 1983